# Cranbrook (West-Australië)
Cranbrook is een plaats in de regio Great Southern in West-Australië. Het ligt 323 kilometer ten zuidzuidoosten van Perth, 93 kilometer ten noorden van Albany en 80 kilometer ten zuiden van Katanning. In 2021 had Cranbrook 505 inwoners tegenover 280 in 2006. Cranbrook wordt gepromoot als "The Gateway to the Stirlings", als de toegang tot het nationaal park Stirling Range.

## Geschiedenis
De oorspronkelijke bewoners van de streek waren Nyungah Aborigines.
In 1802 aanschouwde Matthew Flinders het Stirlinggebergte en noemde haar hoogste bergtop Mount Rugged. Robert Dale was in 1832 de eerste Europeaan die een expeditie door de streek leidde. Hij beklom toen Mount Toolbrunup. Drie jaar later volgde landmeter-generaal John Septimus Roe. Roe vernoemde het gebergte naar kapitein James Stirling, de gouverneur van de kolonie aan de rivier de Swan. De koloniale botanicus James Drummond verkende het gebergte verscheidene keren in de jaren 1840. Hij begon met het verzamelen van de meer dan duizend plantensoorten die er groeien.
In de late jaren 1850 werden er, nadat er een route over land tussen Perth en Albany werd uitgewerkt, een aantal landerijen verkocht in de streek. Pastoralisten lieten schapen grazen nabij Round Swamp. In de streek ontwikkelde een productieve wol- en landbouwnijverheid.
In 1886 werd begonnen met de aanleg van de spoorweg tussen Perth en Albany. Cranbrook was een van de oorspronkelijke spoorwegstations op de lijn. J.A. Wright, een manager bij de Western Australian Land Company die de spoorweg aanlegde, vernoemde het spoorwegstation naar het dorp waar hij school gelopen had, Cranbrook in Engeland. Cranbrook werd officieel gesticht in 1899. Dankzij de spoorweg werd het al vlug een belangrijk verzamelpunt voor sandelhout, schapen, wol en graan. In de jaren 1900 waren sandelhout en eucalyptusschors belangrijke exportproducten.

## 21e eeuw
Cranbrook is het administratieve en dienstencentrum van de Shire of Cranbrook. Het district leeft van land- en wijnbouw, veeteelt en toerisme. Het is een verzamelpunt voor de Co-operative Bulk Handling Group.

## Toerisme
- De Sukey Hill Lookout, 5 kilometer ten oosten van Cranbrook, biedt een uitzicht over enkele zoutmeren, het Stirlinggebergte en de omliggende landbouwgebieden.
- Vanuit Bob’s Lake Bird Hide werden reeds honderdzestig vogelsoorten op het meer waargenomen.
- Het Cranbrook Museum is een streekmuseum.
- Cranbrook is een uitvalsbasis voor het nationaal park Stilring Range.[6]

## Klimaat
Cranbrook kent een mediterraan klimaat. Januari is de warmste maand met een gemiddelde temperatuur van 20,8 °C. Juli is de koudste maand met een gemiddelde temperatuur van 10,3 °C. De gemiddelde jaarlijkse neerslag bedraagt 495 mm.